# Zaria (mythologie)
Pour les articles homonymes, voir Zaria.
Zaria est, dans la mythologie slave, la déesse de la beauté.
- Ne pas la confondre avec Zorya, les trois (parfois deux) déesses gardiennes, connues comme les Aurores.